# Palazzo del Senato
A Palazzo del Senato (Via Senato 10.) egy milánói palota.

## Története
Fabio Mangone építette 1620-ban, Frederico Borromeo kardinális megbízásából, aki az épületet „svájci szemináriumnak” (Colegio Elvetico) szánta. Később Francesco Maria Richini kibővítette:  ő építette a homlokzatot. Napóleon császárnak, Itália királyának uralkodása idején (1809–1814) az Itáliai Királyság szenátusa székelt benne, innen származik elnevezése is. Jelenleg a Városi Levéltárnak ad otthont.